# Moyse Bayle
Pour les articles homonymes, voir Bayle.
Moyse Antoine Pierre Jean Bayle, né à Chêne près de Genève le 16 juillet 1755 et mort le 18 septembre 1812 à Yssingeaux, est un révolutionnaire et un homme politique français.

## Biographie
Employé aux écritures à Marseille, ses conditions de vie avant la Révolution sont très difficiles. Bayle est membre des Jacobins marseillais dès 1790. Il devient le protégé de Charles Barbaroux qui lui permit d'accéder à des fonctions municipales. Il est ainsi nommé procureur général syndic provisoire du département des Bouches-du-Rhône en 1791.
En 1792, il est élu à la Convention nationale par le département des Bouches-du-Rhône, par 376 voix sur 725 votants. Une fois à Paris, il se détache de Barbaroux et rejoint le groupe des Montagnards. Il vote pour la mort du roi « dans les 24 heures », déclarant : « Je ne veux ni rois, ni protecteurs ni dictateurs ni triumvirs ni aucun genre de despotisme. Je veux la république indivisible. »
En mars 1793, il est envoyé en mission dans la Drôme, puis à Marseille où il est chargé avec Boisset de surveiller la levée des 300 000 hommes nécessaires à la défense du territoire. Il essaie alors de faire entendre raison aux sections rebelles aux mains des « rolandins », sans succès. Il casse alors le tribunal populaire et le comité central établis par les sections marseillaises, mais il est finalement chassé de la ville avec ses collègues, et doit se réfugier à Montélimar.
De retour à Paris, il fait son rapport devant le Comité de salut public le 23 mai 1793, puis dénonce le tribunal populaire marseillais, l'accusant d'avoir « répandu le sang des meilleurs patriotes. » Cela lui vaut une altercation avec Charles Jean Marie Barbaroux, lors de la tragique séance du 2 juin. Toutefois, il ne garde pas de rancune à ses concitoyens et, quand la Convention décrète que Marseille s'appellera désormais « Ville-sans-Nom », il fait tout son possible pour faire reporter le décret.
Le 13 août 1793, il est élu au Comité de sûreté générale. À ce poste, il participe activement à la mise en place de la Terreur et se tient à l'écart des luttes d'influence, du moins jusqu'à la crise de thermidor. Il est également en parallèle membre du Comité d'instruction publique. Le 19 octobre 1793, il est élu président de la Convention pour deux semaines. C'est ainsi lui qui préside la séance au cours de laquelle est donné lecture de l'acte d'accusation des Girondins. Le 26 décembre 1793, il appuie la proposition de Barère sur les suspects.
Au printemps 1794, il se retrouve comme ses collègues Vadier ou Amar en lutte contre les robespierristes, tel Philippe Le Bas, notamment au sujet de la loi du 22 prairial, mise en place par le Comité de salut public sans que le Comité de Sûreté générale ne soit consulté. Ainsi il sert d'agent de liaison entre son comité et le groupe des députés de la Convention complotant à la veille du 9 thermidor (27 juillet 1794). Ce jour-là il est mis hors la loi par la Commune insurrectionnelle de Paris, et aurait donc été guillotiné en cas de victoire de Robespierre.
Après l'exécution de l'Incorruptible et de ses amis, son anti-robespierrisme lui permet de ne pas être trop inquiété dans les semaines suivantes, même s'il est exclu du Comité de sûreté générale le 15 fructidor an II (1er septembre 1794). Cependant, comme beaucoup d'anciens terroristes, il se retrouve bientôt mis à l'index par la réaction thermidorienne. Hostile à Barras et à Fréron pour leur rôle dans la répression marseillaise, il devient une des cibles des « Collets noirs » antijacobins. Fréron l'accuse notamment d'avoir sali la mémoire de Marat lors de la séance du 25 septembre 1794.
Le rapport de son collègue Pémartin l'accuse d'actions contre-révolutionnaires lors de sa mission à Marseille. Ceci le pousse à rejoindre les rangs des derniers Montagnards, appelés aussi Crétois. Il a également le courage de défendre Barère, Billaud-Varenne, Collot d’Herbois et Vadier lors de leur procès. En ventôse an III, il appelle à l'union de tous les révolutionnaires face à la réaction. Il est finalement décrété d'accusation le 16 germinal an III, puis emprisonné après le soulèvement de prairial sur une proposition de Barras. Il est libéré en octobre 1795, mais tout en étant déclaré inéligible.
Sous le Directoire, il tente d'obtenir quelques emplois, mais se heurte à l'opposition de Barras, devenu son ennemi l'homme fort du régime. En l'an VI, il décroche un emploi au ministère de la Police qu'il se voit retirer quelques mois après. Il vit ensuite dans l'anonymat avant de devoir s'exiler après l'attentat de la rue Saint-Nicaise. Il s'installe en résidence surveillée à Genève-Plainpalais. Il finit par obtenir un emploi de contrôleur des droits pour le département de l'Ourthe. Il serait mort, peu avant la chute de l'Empire, dans une grande misère.